# Anatoly Biryukov
Anatoly Nikolaevich Biryukov (18 de febrero de 1939, Lopasnya, región de Moscú, RSFSR, Unión Soviética-24 de febrero de 1979, Moscú, RSFSR, Unión Soviética) fue un asesino en serie soviético, conocido como el "Cazador de bebés". Cometió cinco asesinatos en el área de Moscú en septiembre y octubre de 1977.

## Biografía
Anatoly Biryukov nació el 18 de febrero de 1939 en el pueblo obrero de Lopasnya, cerca de Moscú, la futura ciudad de Chéjov. Su padre Nikolai Ivanovich Biryukov era un líder militar del ejército soviético, teniente general, héroe de la Unión Soviética durante la Segunda Guerra Mundial. Cuando tenía ocho años, como consecuencia de un accidente (intentó cortar con un serrucho un cartucho activo que había robado a su padre, lo que provocó que explotara y la metralla desfigurara la parte izquierda del rostro del niño), Biryukov sufrió graves quemaduras en el rostro, el lado izquierdo del pecho y ambas manos, que afectaron su apariencia, dejando profundas cicatrices para el resto de su vida. El propio Biryukov explicaba a quienes le rodeaban el origen de sus cicatrices diciendo que “cuando era niño, accidentalmente se tiró encima una olla de sopa”. En la escuela, sus compañeros lo acosaban, no tenía amigos, por lo que el futuro asesino creció callado, retraído e insociable. Sin embargo, Biryukov se casó y tenía dos hijas (según algunas fuentes, también un hijo). En la vida cotidiana, Biryukov era descrito como una persona amable y educada, de modo que cuando posteriormente fue arrestado por asesinato, nadie entre sus conocidos podía creer que fuera el culpable. Biryukov trabajaba como mecánico, algo que aprendió después de graduarse de la escuela.

### Primeros intentos
Anatoly Biryukov intentó cometer su primer crimen en 1971, robando un cochecito delante de una clínica infantil, pero la madre del bebé lo vio y empezó a gritar persiguiéndole, por lo que Biryukov fue rápidamente detenido por otros transeúntes. Sin embargo, le dijo a la policía que solo quería "hacerle una broma de mal gusto" a la madre por dejar el cochecito desatendido, por lo que salió libre con sólo una conversación preventiva y una multa por alterar el orden público. Un año después, Biryukov intentó por segunda vez infructuosamente robar un cochecito con un bebé, pero ahora, por reincidir, las consecuencias fueron más graves: fue condenado a tres años de prisión por robo. Mientras Biryukov cumplía su condena, su esposa solicitó el divorcio. Tras su liberación, Biryukov consiguió un trabajo como mecánico en el departamento de construcción, donde trabajó hasta su arresto.

### Racha de asesinatos
El maníaco cometió crímenes según el mismo patrón: secuestrar a un bebé de un cochecito, llevarlo a un lugar apartado y mantener relaciones sexuales con la criatura, lo que obviamente tenía consecuencias mortales debido a los espantosos desgarros. Biryukov cometió su primer asesinato el 16 de septiembre de 1977, cuando se llevó un cochecito con una bebé de pocos meses, brevemente desatendido frente a una tienda de leche de fórmula. El cochecito apareció vacío a las pocas horas, y en la galería de un bloque de apartamentos cercano, se encontró luego a la criatura muerta, tendida en el alféizar de una ventana interior. El asesino dijo después que no tuvo tiempo de violar a la primera víctima mortal porque oyó que alguien se acercaba y huyó. Antes, le asestó una brutal cuchillada en el estómago que casi cortó a la bebé por la mitad. El 19 de septiembre, en el centro de Moscú, cerca de la tienda infantil Detsky Mir en la avenida Mira, se llevó otro cochecito dejado un momento delante, con una bebé de tres meses. El 17 de octubre sería encontrado su cadáver arrojado en un vertedero a las afueras de Moscú, con signos evidentes de agresión sexual. Luego secuestró y mató a otros tres bebés más, dos niñas y un niño, menores de seis meses, en el transcurso de tres semanas, que también murieron directamente por las hemorragias consecuencia de la violación. 

### Arresto, investigación y juicio
El ministro del Interior, Nikolai Shchelokov, informó personalmente a Brezhnev sobre la búsqueda del maníaco, y desde el segundo ataque la policía llevó a cabo amplias medidas de investigación, en particular redadas y controles masivos. Estas acciones constituyen una de las mayores operaciones de búsqueda en la historia del Departamento de Investigación Criminal de Moscú. Sin embargo, no se informó a los ciudadanos a través de los medios de comunicación. De hecho, Byryukov vio por casualidad a una patrulla policial interrogar en la calle a un hombre con un bebé en brazos, descubriendo así que la policía estaba buscando al asesino. Decidió cambiar de escenario. Durante el intento de secuestrar al sexto bebé de un carrito delante de una tienda de comestibles en su pueblo natal de Chéjov, los transeúntes comenzaron a perseguirlo. Biryukov logró escapar, pero quienes casi lo alcanzaron pudieron ver bien su apariencia y lo describieron con detalle. El 24 de octubre de 1977 fue identificado y detenido.
Como establecieron numerosas comisiones médicas, padecía una pasión específica por los bebés, mucho menos común que la atracción por niños mayores de 6-7 años. Al mismo tiempo, Biryukov dijo a los investigadores que había tomado la decisión de atacar bebés de forma deliberada. Él mismo calificó el motivo principal de las atrocidades como la negativa de su esposa a hacer el amor con él tras el nacimiento de su último vástago. No quería gastar tiempo y dinero en amantes. Frustrado, pensó en abusar de sus propias hijas, pero lo descartó porque se expondría, aunque consideró que los niños serían una presa fácil. Empezó a fantasear con que entre ellos, los bebés eran especialmente vulnerables, ni siquiera tendría que molestarse en engañarlos.
En 1978, el tribunal condenó a Anatoly Biryukov a la pena capital: muerte por arma de fuego. El preso intentó repetidamente suicidarse, escribió recursos de casación ante todas las autoridades, pero el veredicto siguió siendo el mismo. El 24 de febrero de 1979, Anatoly Biryukov recibió un disparo mortal en Moscú.

## En la cultura popular
- Película documental “Cochecito vacío”, episodio 206 de la serie “Se realizó la investigación”, entre los participantes se encontraban dos testigos presenciales, la madre de una de las víctimas, dos investigadores estatales y el abogado defensor de Biryukov. Según el presentador del programa, Leonid Kanevsky, las autoridades estatales soviéticas evitaron publicar el caso de Biryukov en parte debido al estatus de su padre, un general del ejército condecorado y héroe de guerra.
- Película documental “Baby Hunter” de la serie “Sin Prescripción”.